# Tracy Quan
Tracy Quan (nacida en Estados Unidos el 15 de agosto de 1977) es una autora, activista y extrabajadora sexual de origen estadounidense.

## Carrera
Tracy Quan nació en el noreste de los Estados Unidos, pero creció en Canadá. Sus padres emigraron a los Estados Unidos desde Trinidad y Tobago, contando con antepasados de origen chino, indio, africanos y neerlandeses.
Tracy Quan leyó el libro de Xaviera Hollander The Happy Hooker cuando tenía diez años y decidió ser prostituta. A los 19 años se mantenía a sí misma como trabajadora sexual, trabajando en una agencia de acompañantes y una casa antes de convertirse en una prostituta independiente con su propia lista de clientes. Como le dijo a la revista CANOE en 2005, nunca estuvo en la calle. Quan señaló que pasó 15 años como trabajadora en Londres y Manhattan, aunque hizo malabares con la escritura y el trabajo sexual durante unos años.
Como escritora, Tracy Quan causó sensación por primera vez con su columna Nancy Chan: Diary of a Manhattan Call Girl en Salon.com. La combinación de sexo con una dos veces por semana en serie, la columna semiautobiográfica centrada en Nancy mientras hacía malabares con su pareja formal y familiares con sus clientes y problemas novias. La historia continuó posteriormente en las novelas que escribió, en las que expresó diversos aspectos emocionales de sus experiencias de vida. Además de la parcela de ficción, ha mantenido sus relatos y artículos periodísticos para comentarios profesionales sobre temas de interés: la difícil situación de las trabajadoras del comercio sexual, los cambios en las costumbres sexuales, los frenéticos temas mediáticos sobre personalidades públicas como el escándalo de Eliot Spitzer. Tras abandonar la actividad sexual, Quan se ha dedicado por completo a la escritura. Ha trabajado como columnista para The Guardian y como colaboradora en The Daily Beast.
Tracy Quan se desempeñó como portavoz de Prostitutes of New York, una organización de defensa de las trabajadoras sexuales. Ha sido descrito como una "empresaria libertaria" que aboga por la despenalización de la prostitución en los Estados Unidos. Al mismo tiempo, no anima a otros a entrar en el negocio.